# Хенриксен, Вера
Вера Хенриксен (норв. Vera Henriksen, урождённая Vera Margrethe Roscher Lund; 1927—2016) — норвежский драматург и прозаик, получила большую известность благодаря своим романам и пьесам, действие которых происходит в Средневековье.

## Биография
Родилась 22 марта 1927 года в Осло, где жила до 1940 года, затем переехала в Арендал. Её отец Рагнвальд Альфред Рошер Лунд был военным офицером (полковник), первый руководитель норвежской военной разведки, глава управления Office FO II норвежского Верховного командования в изгнании в Лондоне во время Второй мировой войны. После оккупации Норвегии немцами Вера бежала из страны.
Продолжила учиться в средней школе в Уппсале, Швеция, которую окончила в 1945 году. В следующем году поехала в США, где её семья жила в Нью-Джерси. Изучала архитектуру в Йельском университете с 1946 по 1948 годы. С 1948 по 1949 годы изучала историю искусств и журналистики в Колумбийском университете. В Соединённых Штатах жила с 1946 по 1963 год, здесь же в 1948 году вышла замуж за Olav Gotfred Henriksen.

## Творчество
Первый роман Веры Хенриксен Sølvhammeren («Серебряный молот») был опубликован в 1961 году. Затем последовали Jærtegn («Знамение») в 1962 году и Helgenkongen («Святой конунг») в 1963 году. В 1970-е годы написала серию романов Trollsteinen, Pilegrimsferd, Blåbreen, Staupet и Skjærsild. Среди её исторических пьес — Asbjørn Selsbane (1972) и Sverdet (1974). Также писала для детей и молодёжи. Кроме художественной литературы, писала документальные произведения, одно из них — книга об истории королевских норвежских воздушных сил, охватывающая период от 1912 до 1945 годы. Некоторые её произведения переведены на русский язык.

## Заслуги
- В 1997 году писательница была награждена орденом Святого Олафа.
- В 1962 году была удостоена премии Norwegian Booksellers' Prize, в 1973 году — Sarpsborgprisen, в 1978 году — Mads Wiel Nygaard’s Endowment и в 1988 году — Riksmålsforbundets barne- og ungdomsbokpris.